# Democratas por Andorra
Democratas para Andorra  é o partido político de centro-direita em Andorra .
O partido foi fundado em 22 de fevereiro de 2011 como sucessor direto da coalizão reformista, que decorreu nas eleições de 2009 . Permanecendo como principal partido da oposição nas eleições gerais de Andorra em 2011, os Democratas de Andorra conquistaram 20 dos 28 assentos do Conselho Geral, a maior maioria desde a aprovação da Constituição de Andorra em 1993.
O partido foi formado a partir de uma união do Partido Liberal de Andorra e do Novo Centro, com elementos do Partido Social Democrata, e é apoiado pela União Lauriana e Andorra pela Mudança .
O partido é liderado por Xavier Espot Zamora, atual primeiro-ministro de Andorra.

## Resultados eleitorais

### Eleições do Conselho Geral
| Eleição | Votos | %     | +/–     | Assentos | Posição |
| ------- | ----- | ----- | ------- | -------- | ------- |
| 2011    | 8.553 | 55,15 | 20 / 28 | 20       | 1st     |
| 2015    | 5,448 | 37.03 | 15 / 28 | 5        | 1st     |
| 2019    | 6,248 | 35.13 | 11 / 28 | 4        | 1st     |

### Eleições locais
| Eleição | Votos | %    | Assentos | +/– | Posição |
| ------- | ----- | ---- | -------- | --- | ------- |
| 2011    | 6.394 | 50,6 | 62 / 86  | 62  | 1st     |
| 2015    | 4,968 | 37.1 | 45 / 80  | 17  | 1st     |